# إليزابيث كابوت أغاسيز
إليزابيث كابوت أغاسيز (بالإنجليزية: Elizabeth Cabot Agassiz)‏ تربوية أمريكية، وشريكة مؤسسة وأول رئيس لكلية رادكليف، وباحثة في التاريخ الطبيعي. ساهمت في تأليف العديد من الأعمال العلمية المنشورة مع زوجها لويس أغاسيز.

## روابط خارجية
- إليزابيث كابوت أغاسيز على موقع الموسوعة البريطانية (الإنجليزية)